# デイリー杯2歳ステークス
デイリー杯2歳ステークス（デイリーはいにさいステークス）は、日本中央競馬会 (JRA) が京都競馬場で施行する中央競馬の重賞競走（GII）である。
寄贈賞を提供するデイリースポーツは、神戸新聞社が発行するスポーツ紙。
正賞はデイリースポーツ賞。

## 概要
阪神ジュベナイルフィリーズと朝日杯フューチュリティステークスの関西圏における前哨戦の1つに位置付けられている。
1966年に3歳（現2歳）馬による重賞競走として「デイリー杯3歳ステークス（デイリーはいさんさいステークス）」の名称で創設され、2001年より現名称となった。第1回は京都競馬場・芝1600mで施行され、施行場や距離は幾度かの変遷を経て、1997年からは京都競馬場・芝1600mで定着した。
外国産馬は1989年、地方競馬所属馬は1995年からそれぞれ出走可能になり、2010年からは外国馬も出走可能な国際競走となった。

### 競走条件
以下の内容は、2024年現在のもの。
出走資格：サラ系2歳
- JRA所属馬（外国産馬含む、未出走馬及び未勝利馬は除く）
- 地方競馬所属馬（後述）
- 外国調教馬（優先出走）

負担重量：馬齢（牡馬・セン馬56kg、牝馬55kg）
朝日杯フューチュリティステークスのステップ競走に指定されており、地方競馬所属馬は朝日杯フューチュリティステークスの出走候補馬（3頭まで）に優先出走が認められている。また、本競走で2着以内の成績を収めた地方競馬所属馬には朝日杯フューチュリティステークスの優先出走権が与えられる。

### 賞金
2024年の1着賞金は3800万円で、以下2着1500万円、3着950万円、4着570万円、5着380万円。

## 歴史
- 1966年 - 3歳馬による重賞競走として「デイリー杯3歳ステークス」の名称で創設、京都競馬場・芝1600mで施行[6]。
- 1984年 - グレード制施行によりGII[注 1]に格付け[6]。
- 1989年 - 混合競走に指定され、外国産馬が出走可能になる[6]。
- 1995年 - 指定交流競走に指定され、地方所属馬が4頭まで出走可能になる[6]。
- 2001年
  - 馬齢表示の国際基準への変更に伴い、出走資格を「2歳」に変更。
  - 名称を「デイリー杯2歳ステークス」に変更[6]。
- 2007年 - 日本のパートI国昇格に伴い、格付表記をJpnIIに変更[6]。
- 2010年
  - 国際競走に指定され、外国調教馬が9頭まで出走可能となる[6]。
  - 格付表記をGII（国際格付）に変更[6]。
- 2020年 - 京都競馬場の改修工事に伴う開催日割の変更のため阪神競馬場で施行（2021年・2022年も同様)。

### 歴代優勝馬
コース種別を表記していない距離は、芝コースを表す。
優勝馬の馬齢は、2000年以前も現行表記に揃えている。
競走名は第35回まで「デイリー杯3歳ステークス」。Rはレコードタイム。
| 回数   | 施行日         | 競馬場 | 距離  | 優勝馬             | 性齢 | 所属 | タイム  | 優勝騎手   | 管理調教師 | 馬主                       |
| ------ | -------------- | ------ | ----- | ------------------ | ---- | ---- | ------- | ---------- | ---------- | -------------------------- |
| 第1回  | 1966年11月23日 | 京都   | 1600m | ヤマピット         | 牝2  | JRA  | 1:38.0  | 池江泰郎   | 浅見国一   | 小林信夫                   |
| 第2回  | 1967年10月10日 | 阪神   | 1400m | コウユウ           | 牝2  | JRA  | 1:25.2  | 清水出美   | 星川泉士   | 高木茂                     |
| 第3回  | 1968年10月10日 | 阪神   | 1400m | ファインハピー     | 牝2  | JRA  | 1:25.7  | 簗田善則   | 坪重兵衛   | 吉田久博                   |
| 第4回  | 1969年10月5日  | 阪神   | 1400m | タニノムーティエ   | 牡2  | JRA  | 1:24.1  | 宮本悳     | 島崎宏     | 谷水信夫                   |
| 第5回  | 1970年10月4日  | 阪神   | 1400m | シバクサ           | 牡2  | JRA  | 1:25.6  | 宮本悳     | 橋本正晴   | 内芝伝一                   |
| 第6回  | 1971年10月10日 | 阪神   | 1400m | フクリュウヒカリ   | 牡2  | JRA  | 1:25.6  | 鹿戸明     | 小川佐助   | 三輪登                     |
| 第7回  | 1972年10月8日  | 阪神   | 1400m | キシュウローレル   | 牝2  | JRA  | 1:22.2  | 梅内忍     | 梅内慶蔵   | 木村善一                   |
| 第8回  | 1973年10月7日  | 阪神   | 1400m | キタノカチドキ     | 牡2  | JRA  | 1:25.6  | 武邦彦     | 服部正利   | 初田豊                     |
| 第9回  | 1974年9月29日  | 阪神   | 1200m | ニルキング         | 牡2  | JRA  | 1:11.6  | 田之上幸男 | 田之上勲   | 服部文男                   |
| 第10回 | 1975年9月27日  | 阪神   | 1200m | キタノカイウン     | 牡2  | JRA  | 1:11.0  | 福永洋一   | 小野留嘉   | 高山幸雄                   |
| 第11回 | 1976年10月2日  | 阪神   | 1200m | アータルオー       | 牡2  | JRA  | 1:09.9  | 武邦彦     | 小野留嘉   | 山本信行                   |
| 第12回 | 1977年10月1日  | 阪神   | 1200m | バンブトンコート   | 牡2  | JRA  | 1:11.0  | 伊藤清章   | 伊藤修司   | 樋口正蔵                   |
| 第13回 | 1978年10月21日 | 京都   | 1400m | ニホンピロポリシー | 牡2  | JRA  | 1:22.9  | 福永洋一   | 服部正利   | 小林保                     |
| 第14回 | 1979年10月20日 | 中京   | 1400m | ラフオンテース     | 牝2  | JRA  | 1:23.3  | 岩元市三   | 布施正     | 小柴タマヲ                 |
| 第15回 | 1980年10月18日 | 阪神   | 1400m | サニーシプレー     | 牡2  | JRA  | 1:24.9  | 内田国夫   | 伊藤雄二   | 山本慎一                   |
| 第16回 | 1981年10月31日 | 京都   | 1400m | リードエーティ     | 牡2  | JRA  | 1:24.0  | 田島信行   | 服部正利   | 熊本芳雄                   |
| 第17回 | 1982年11月6日  | 京都   | 1400m | ニホンピロウイナー | 牡2  | JRA  | 1:23.3  | 河内洋     | 服部正利   | 小林百太郎                 |
| 第18回 | 1983年11月5日  | 京都   | 1400m | ロングハヤブサ     | 牡2  | JRA  | 1:22.9  | 河内洋     | 小林稔     | 中井長一                   |
| 第19回 | 1984年11月3日  | 京都   | 1400m | タニノブーケ       | 牝2  | JRA  | 1:23.9  | 村本善之   | 久保道雄   | 谷水雄三                   |
| 第20回 | 1985年11月2日  | 京都   | 1400m | ヤマニンファルコン | 牝2  | JRA  | 1:23.7  | 田原成貴   | 浅見国一   | 土井宏二                   |
| 第21回 | 1986年11月1日  | 京都   | 1400m | ダイナサンキュー   | 牡2  | JRA  | 1:23.4  | 南井克巳   | 宇田明彦   | （有）社台レースホース     |
| 第22回 | 1987年11月14日 | 京都   | 1400m | ダイタクロンシャン | 牡2  | JRA  | 1:24.3  | 増井裕     | 吉永忍     | 中村雅一                   |
| 第23回 | 1988年11月12日 | 京都   | 1400m | アイドルマリー     | 牝2  | JRA  | 1:24.1  | 田原成貴   | 濱田光正   | （有）社台レースホース     |
| 第24回 | 1989年11月11日 | 京都   | 1400m | ヤマニングローバル | 牡2  | JRA  | 1:23.1  | 武豊       | 浅見国一   | 土井宏二                   |
| 第25回 | 1990年11月10日 | 京都   | 1400m | ノーザンドライバー | 牝2  | JRA  | 1:23.1  | 岡潤一郎   | 鶴留明雄   | （有）社台レースホース     |
| 第26回 | 1991年11月2日  | 京都   | 1400m | ニシノフラワー     | 牝2  | JRA  | 1:23.2  | 田原成貴   | 松田正弘   | 西山正行                   |
| 第27回 | 1992年11月7日  | 京都   | 1400m | ビワハヤヒデ       | 牡2  | JRA  | 1:21.7  | 岸滋彦     | 浜田光正   | （有）ビワ                 |
| 第28回 | 1993年11月6日  | 京都   | 1400m | ボディーガード     | 牡2  | JRA  | 1:22.0  | 松永幹夫   | 山本正司   | 浅川清                     |
| 第29回 | 1994年10月22日 | 阪神   | 1400m | マキシムシャレード | 牝2  | JRA  | 1:22.3  | 松永幹夫   | 清水久雄   | 小田廣美                   |
| 第30回 | 1995年10月21日 | 京都   | 1400m | ロゼカラー         | 牝2  | JRA  | 1:22.2  | 藤田伸二   | 橋口弘次郎 | （有）社台レースホース     |
| 第31回 | 1996年10月19日 | 京都   | 1400m | シーキングザパール | 牝2  | JRA  | 1:21.3  | 武豊       | 佐々木晶三 | 植中倫子                   |
| 第32回 | 1997年10月18日 | 京都   | 1600m | ボールドエンペラー | 牡2  | JRA  | 1:35.6  | 松永幹夫   | 中村均     | 増田陽一                   |
| 第33回 | 1998年10月24日 | 京都   | 1600m | エイシンキャメロン | 牡2  | JRA  | 1:36.0  | 武豊       | 坂口正則   | 平井豊光                   |
| 第34回 | 1999年10月23日 | 京都   | 1600m | レジェンドハンター | 牡2  | 笠松 | 1:34.6  | 安藤勝己   | 高田勝良   | 廣瀬普                     |
| 第35回 | 2000年10月14日 | 京都   | 1600m | フジノテンビー     | 牡2  | 笠松 | 1:34.6  | 安藤勝己   | 中山義宣   | 大橋清助                   |
| 第36回 | 2001年10月13日 | 京都   | 1600m | ファストタテヤマ   | 牡2  | JRA  | 1:34.9  | 安田康彦   | 安田伊佐夫 | 辻幸雄                     |
| 第37回 | 2002年10月12日 | 京都   | 1600m | シルクブラボー     | 牡2  | JRA  | 1:33.9  | 後藤浩輝   | 松元茂樹   | （有）シルク               |
| 第38回 | 2003年10月18日 | 京都   | 1600m | メイショウボーラー | 牡2  | JRA  | 1:34.1  | 福永祐一   | 白井寿昭   | 松本好雄                   |
| 第39回 | 2004年10月16日 | 京都   | 1600m | ペールギュント     | 牡2  | JRA  | 1:34.3  | 小牧太     | 橋口弘次郎 | （有）サンデーレーシング   |
| 第40回 | 2005年10月15日 | 京都   | 1600m | マルカシェンク     | 牡2  | JRA  | 1:37.2  | 福永祐一   | 瀬戸口勉   | 河長産業（株）             |
| 第41回 | 2006年10月14日 | 京都   | 1600m | オースミダイドウ   | 牡2  | JRA  | 1:34.3  | 武豊       | 中尾正     | （株）オースミ             |
| 第42回 | 2007年10月13日 | 京都   | 1600m | キャプテントゥーレ | 牡2  | JRA  | 1:35.6  | 川田将雅   | 森秀行     | （有）社台レースホース     |
| 第43回 | 2008年10月18日 | 京都   | 1600m | シェーンヴァルト   | 牡2  | JRA  | 1:33.3  | 北村友一   | 岡田稲男   | （有）サンデーレーシング   |
| 第44回 | 2009年10月17日 | 京都   | 1600m | リディル           | 牡2  | JRA  | 1:33.7  | 小牧太     | 橋口弘次郎 | 前田幸治                   |
| 第45回 | 2010年10月16日 | 京都   | 1600m | レーヴディソール   | 牝2  | JRA  | 1:33.6  | 福永祐一   | 松田博資   | （有）サンデーレーシング   |
| 第46回 | 2011年10月15日 | 京都   | 1600m | クラレント         | 牡2  | JRA  | 1:34.9  | 小牧太     | 橋口弘次郎 | 前田晋二                   |
| 第47回 | 2012年10月6日  | 京都   | 1600m | テイエムイナズマ   | 牡2  | JRA  | 1:34.7  | 池添謙一   | 福島信晴   | 竹園正繼                   |
| 第48回 | 2013年10月5日  | 京都   | 1600m | ホウライアキコ     | 牝2  | JRA  | 1:33.2  | 和田竜二   | 南井克巳   | 橋元幸平                   |
| 第49回 | 2014年11月15日 | 京都   | 1600m | タガノエスプレッソ | 牡2  | JRA  | 1:35.1  | 岩田康誠   | 五十嵐忠男 | 八木良司                   |
| 第50回 | 2015年11月14日 | 京都   | 1600m | エアスピネル       | 牡2  | JRA  | 1:35.9  | 武豊       | 笹田和秀   | （株）ラッキーフィールド   |
| 第51回 | 2016年11月12日 | 京都   | 1600m | ジューヌエコール   | 牝2  | JRA  | 1:34.6  | 福永祐一   | 安田隆行   | （有）サンデーレーシング   |
| 第52回 | 2017年11月11日 | 京都   | 1600m | ジャンダルム       | 牡2  | JRA  | 1:36.3  | A.アッゼニ | 池江泰寿   | 前田幸治                   |
| 第53回 | 2018年11月10日 | 京都   | 1600m | アドマイヤマーズ   | 牡2  | JRA  | 1:35.4  | M.デムーロ | 友道康夫   | 近藤利一                   |
| 第54回 | 2019年11月9日  | 京都   | 1600m | レッドベルジュール | 牡2  | JRA  | 1:34.5  | 武豊       | 藤原英昭   | （株）東京ホースレーシング |
| 第55回 | 2020年11月14日 | 阪神   | 1600m | レッドベルオーブ   | 牡2  | JRA  | R1:32.4 | 福永祐一   | 藤原英昭   | （株）東京ホースレーシング |
| 第56回 | 2021年11月13日 | 阪神   | 1600m | セリフォス         | 牡2  | JRA  | 1:35.1  | 藤岡佑介   | 中内田充正 | （株）G1レーシング         |
| 第57回 | 2022年11月12日 | 阪神   | 1600m | オールパルフェ     | 牡2  | JRA  | 1:33.2  | 大野拓弥   | 和田雄二   | 遠藤良一                   |
| 第58回 | 2023年11月11日 | 京都   | 1600m | ジャンタルマンタル | 牡2  | JRA  | 1:34.5  | 鮫島克駿   | 高野友和   | （有）社台レースホース     |
| 第59回 | 2024年11月9日  | 京都   | 1600m | ランフォーヴァウ   | 牝2  | JRA  | 1:34.7  | 坂井瑠星   | 福永祐一   | 窪田芳郎                   |